# 마차부자리
마차부자리(Auriga [ɒˈraɪɡə])는 겨울의 저녁 하늘에 주로 보이는, 천구의 북반구에 있는 별자리이다. 동아시아의 별자리로는 오곡과 수레의 창고를 의미하는 '오거'에 해당되며, 필수에 속한다.

## 특징
밝은 별들로 이루어진 약간 긴 오각형 형태를 이룬다. 은하수가 그 중심을 지난다. 가장 밝은 별은 카펠라이다.

## 별과 천체
마차부자리 엡실론과 제타는 특이한 이중성이다. 엡실론별의 공전주기는 약 27년이며, 18개월 동안 식(eclipse)을 일으킨다. 관측이 가능한 동반성은 노란색을 띠는 F급의 초거성이며, 나머지 별의 타입은 알려지지 않았다. 태양보다 300배나 큰 별을 동반성이 가려서 밝기가 변하는데, 동반성의 지름이 무려 태양의 2300배로 지금까지 알려진 별 중에서 가장 크다. 제타별은 970일의 공전주기를 가지며, 첫 번째 별은 K급 초거성이며, 두 번째 별은 B급의 주계열성이다.

### 어두운 천체
은하수가 지나는 마차부자리에는 산개성단을 비롯하여 많은 천체들이 있다. 가장 밝은 산개성단으로는 M36, M37, M38이 있으며, 이들은 모두 도시 근교에서 쌍안경이나 작은 망원경으로 관측이 가능하다. 더 큰 구경의 망원경으로는 개개의 별을 구별할 수 있다. 이들은 각각 4100, 4400, 4200 광년 정도 떨어져 있으며, 상대적인 밝기는 각각 6.3, 6.2, 7.4 등급이다.

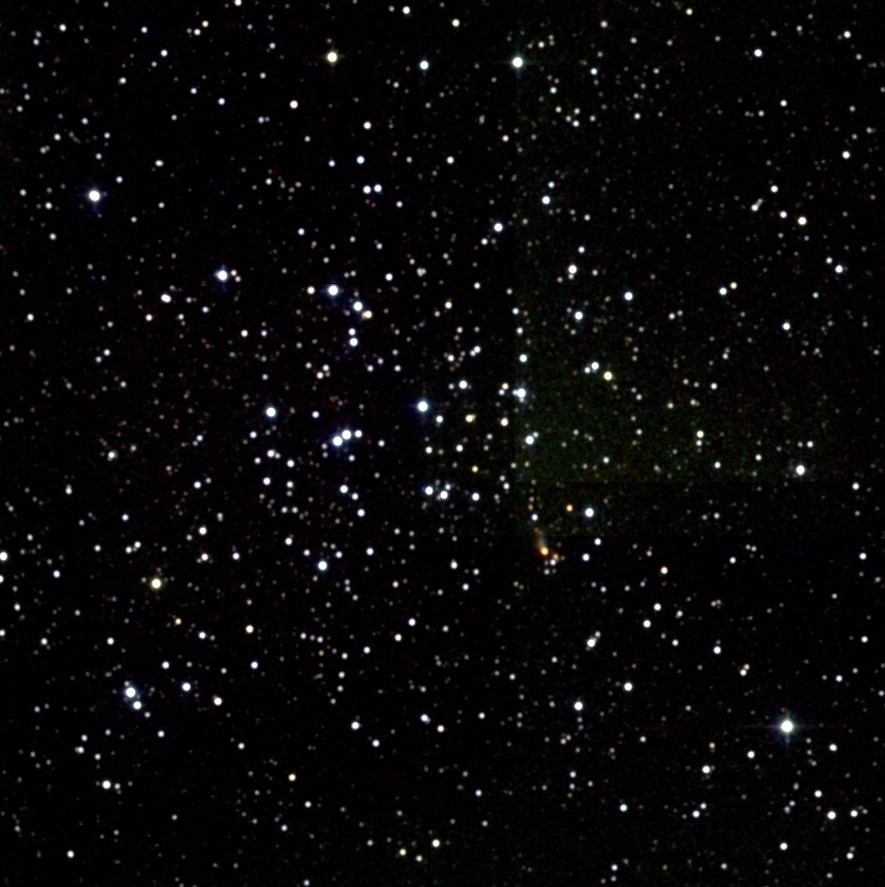
M36 산개성단
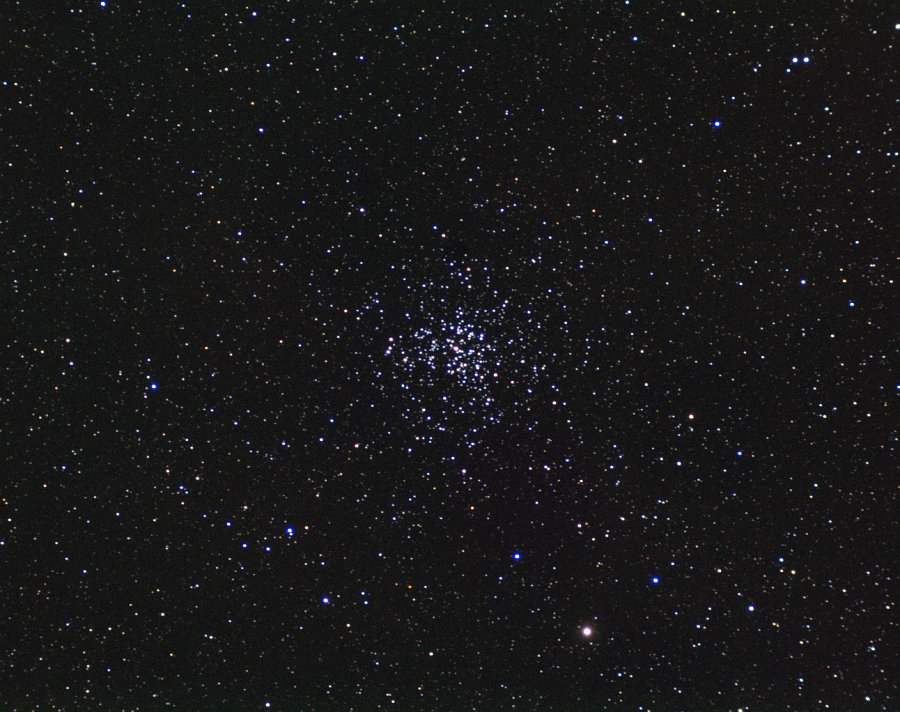
M37 산개성단
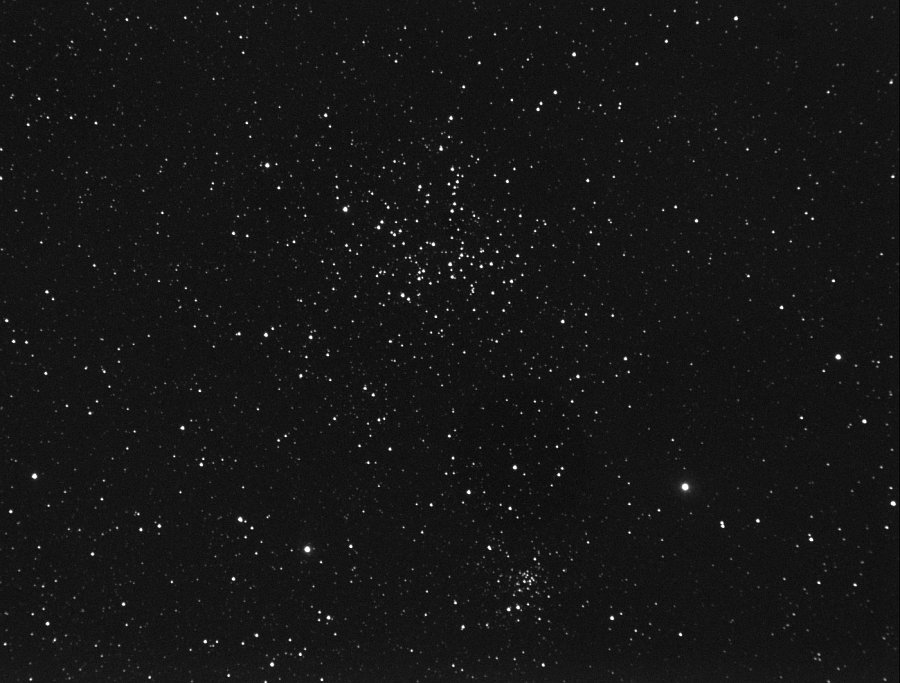
M38 산개성단

또 다른 세 개의 산개성단으로, 마차부자리 ψ7 부근의 NGC 2281, 마차부자리 ε 부근의 NGC 1664, M38 우측 가까이에 'IC 405'와 함께 'IC 410' (또는 NGC 1893)이 있다. '도망치는 별'인 마차부자리 AE는 밝은 변광성으로, 현재 'IC 405' 안쪽에 위치한다.

## 신화 및 역사

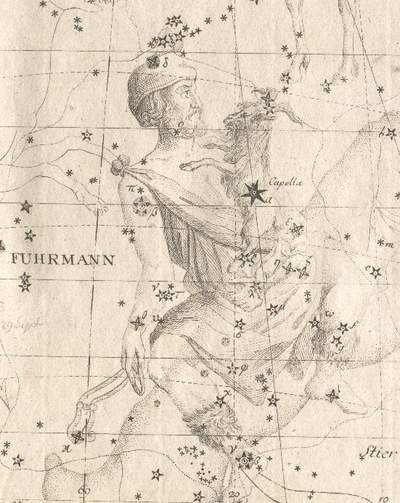
마차부자리. Stich의 성도 (1782년)
중앙 우측의 밝은 별이 카펠라이다.

- '카펠라'는 전설의 암염소 아말테아와 관련이 있다.
- 마차부자리 ε, 마차부자리 ζ, 마차부자리 η의 세 별은 아이들을 의미하는 'Haedi'라 불린다.
- 로마인들은 이 별자리를 헤파이스토스의 아들로, 걸음이 불편했던 아테네왕 에리크토니오스라 생각했다. 그는, 여신 아테나에게 도움을 받아 4두전차를 발명하였다고 한다.제우스가 그의 발명을 크게 여겨 하늘에 올려 별자리로 만들었다.[1]
- 마차부자리는 마차, 육안으로 알아보기에 희미한 별은 마차부로 여겨지기도 했다. 어쨌든, 이 마차부는 염소를 왼쪽 어깨로 넘긴 양치기로, 두 아이(밝은 두 별)를 가까이 데리고 있다고 여겨졌다.
- 동아시아에서는, 별자리의 5각형을 구성하는 5개의 별이 각각 5종류의 곡식을 대표한다고 생각했다.

(콩별, 조별, 쌀별, 삼베별, 보리별)